# Іонно-електронна емісія
Іонно-електронна емісія — явище випромінювання електронів з поверхні твердого тіла за його бомбардування йонами.

## Фізика явища
Розрізняють два основних механізми іонно-електронної емісії: потенціальний та кінетичний.

### Потенціальне виривання
У разі потенціального виривання енергія електронам мішені передається при оже-нейтралізації бомбардувального йона. Цей процес спостерігається, якщо в іона незайнятий енергетичний рівень міститься нижче, ніж рівень Фермі в бомбардованому металі. У цьому випадку один із електронів із зони провідності може перейти на цей рівень, тим самим нейтралізуючи йон. Під час нейтралізації вивільняється енергія, що передається іншому електрону металу, який вже набуває можливості залишити метал. Потенціальна іонно-електронна емісія можлива лише тоді, коли виконується нерівність {\displaystyle I_{p}>2\Phi }, де {\displaystyle I_{p}} — енергія іонізації атомів, іони яких бомбардують метал, {\displaystyle \Phi } — робота виходу електрона з металу.
Ефективність емісії характеризується так званим коефіцієнтом виривання {\displaystyle \gamma }, рівним середньому числу вибиваних електронів, що припадають на один іон. За потенціального вибивання {\displaystyle \gamma } зростає із збільшенням енергії іонізації {\displaystyle I_{p}} і для однозарядних іонів може досягати кількох десятків відсотків. Для багатозарядних іонів коефіцієнт {\displaystyle \gamma } може перевищувати одиницю за рахунок багатоступінчастого процесу нейтралізації іона.
Коефіцієнт {\displaystyle \gamma } для потенціальної іонно-електронної емісії слабко залежить від енергії бомбардувальних іонів аж до значень енергії порядку 1 кеВ. За більших енергій ефективність емісії починає знижуватися і в межах великих енергій прямує до нуля.

### Кінетичне вибивання
В основі кінетичного вибивання електронів лежить процес ударної іонізації атомів мішені та бомбардувальних іонів, тому для нього характерна наявність порогового значення енергії іонів. Величина порогу залежить від матеріалу мішені і від використовуваних іонів. Для тугоплавких металів, бомбардованих іонами Li+ або важчими, порогова енергія перевищує 1 кеВ. Для діелектриків порогова енергія бомбардувальних іонів становить порядку 0,1-0,2 кеВ.
За зростання енергії іонів вище від порогового коефіцієнта виривання {\displaystyle \gamma } спочатку зростає, потім виходить на невелике плато, після чого починає знижуватись. Так, для іонів водню H+ максимум ефективності емісії лежить в ділянці енергій близько 100 кеВ і становить для металевих мішеней величину порядку 1,5. Для важчих іонів оптимальна енергія лежить у ділянці кількох МеВ, а {\displaystyle \gamma } може досягати декількох десятків і сильно залежить від стану бомбардованої поверхні.

## Застосування
Іонно-електронна емісія застосовується, наприклад, для оже-спектроскопії поверхні твердих тіл, заснованої на аналізі спектрів емітованих електронів.